# نيكلاس كييل
نيكلاس كييل (بالألمانية: Niklas Kiel) مواليد 4 سبتمبر 1997 في هرفورد، هو لاعب كرة سلة ألماني. بدأ مسيرته الاحترافية في سنة 2012. يلعب مع سكايلاينرز فرانكفورت في الدوري الألماني لكرة السلة. يحمل الرقم 41. يبلغ طوله 6 قدم 10 بوصة (2.1 م).

## روابط خارجية
- نيكلاس كييل على موقع الاتحاد الدولي لكرة السلة (الإنجليزية)
- نيكلاس كييل على موقع الدوري الأوروبي لكرة السلة (الإنجليزية)
- نيكلاس كييل على موقع كرة السلة الأوروبية.كوم (الإنجليزية)
- نيكلاس كييل على موقع ريلجم (الإنجليزية)
- نيكلاس كييل على موقع بروبوليرز (الإنجليزية)